# VEMAC RD180
ヴィーマック・RD180（Vemac RD180）は、VEMACによって開発され、2000年から2004年まで製造された軽量なミッドシップスポーツカーである。製造はイングランドのチェルムズフォードで行われた。ネオヒストリック・スポーツレーシングカーとして設計され、コンパクトなデザイン、ホンダ製のエンジン、そしてレーシングの血統で知られている。

## 解説
RD180は、VEMAC初の自動車製品であった。2000年に初めて発表された、この車は「ネオヒストリック・スポーツレーシングカー」と評されている。
生産台数は多くなく、後継車であるRD200の登場に伴い、2004年に生産終了となった。

## 仕様
RD180は、イングランドのエセックス州チェルムズフォードに拠点を置くVemac Car Companyによって製造されている。
動力源は、1.8 LのホンダB18C 直列4気筒エンジンであり、5速マニュアルトランスミッションと組み合わされている。このエンジンは自然吸気で、DOHC、4バルブ/シリンダー（合計16バルブ）を備えている。最高出力は180 PS (132 kW; 178 hp) (178 hp (180 PS)) / 7,600回転毎分 (127 Hz)、最大トルクは174.9 N⋅m (129.0 lb⋅ft) / 6,200回転毎分 (103 Hz)である。圧縮比は10.6:1。トランスミッションは5速マニュアル。
この車両は、東京R&Dが設計したCadwellレーシングカーをベースにしている。車のシャシーは、Cadwellと同様に鋼管で作られている。サスペンションは前後ともダブルウィッシュボーン式。ブレーキは前後ともベンチレーテッドディスク。タイヤサイズはフロントが215/40ZR-17、リアが245/40ZR-17。
RD180の乾燥重量は880 kg (1,940 lb)で、車両重量は950 kg (2,090 lb)。全長は3,900 mm (153.5 in)、全幅は1,720 mm (67.7 in)、全高は1,100 mm (43.3 in)、ホイールベースは2,400 mm (94.5 in)。最高速度は241.4 km/h (150.0 mph)。0-60mph加速は5.1秒 (0.085 min)、0-100mph加速は13.5秒 (0.225 min)、1/4マイルは13.7秒 (0.228 min)（到達速度 102 mph (164 km/h)）。パワーウェイトレシオは204.55 hp/t (207.39 PS/t)。
ボディはロータス・エリーゼを彷彿とさせるグラスファイバー製。インテリアはミニマルで、エアコンやラジオはオプション装備。特徴的なのは右ハンドルに左シフトという配置で、シフトレバーはベクターのスーパーカーにインスパイアされたドアシルに設置されている点である。

## モータースポーツ
RD180のレーシングバージョンは、現在SUPER GTとして知られる全日本GT選手権で使用するために開発された。最初のイテレーションであるRD320Rは、無限がチューニングしたホンダ・NSXのエンジンを使用していた。後続のバージョンでは、パワーアップを試みるために異なるエンジンが使用された。RD320Rは2002年にレースを開始し、日本で150以上のレースに出場した。
SUPER GTの規則構造の変更は2012年に制定され、翌シーズンから施行された。これにより、ロードゴーイングカーの派生であり、ロードゴーイングカーとしての対応がほとんど、または全くないプロトタイスポーツカーであるJAF-GTカテゴリーCおよびD車両が競技から段階的に廃止されることになった。この規則変更の結果、Vemacの車両はシリーズでレースに出場できなくなった。